# Tedania elegans
Tedania elegans är en svampdjursart som först beskrevs av Lendenfeld 1888.  Tedania elegans ingår i släktet Tedania och familjen Tedaniidae. Inga underarter finns listade i Catalogue of Life.